# Cats
Cats er en musical af Andrew Lloyd Webber. Musicalen er i høj grad præget af sang og dans. Den er spillet på mere end 20 sprog, først på New London Theatre i 1981. I Danmark opsat første gang i 2002 på Det Ny Teater i København. 

## Handling
Musicalen er uden egentlig handling, men baseret på digte af T.S. Eliot. Selve musicalen foregår på en losseplads, formentlig tæt på storbyen. Man følger kattenes liv når menneskene ikke ser på dem. Musicalen har ikke en hovedhandling, men præsenterer os dog for mindre handlinger som eksempelvis Grizabella, glamour-katten, der søger de andres accept, efter at være blevet kørt ned af postbuddet.

## Sange
Cats er en gennemkomponeret musical med sange som "Gus – The Theatre Cat", "Moments of Happiness", "Rum Tum Tugger" etc. Sangene omhandler hver især kattene eller deres historier. Den mest kendte sang er nok  "Memory".

## Medvirkende
Af kendte medvirkende i originaludgaven fra London kan nævnes Elaine Paige, Sarah Brightman, Susan Jane Tanner og Terrence Mann.
I den danske udgave medvirkede blandt andre Kristian Boland, Pernille Schrøder, Charlotte Vigel og Kirsten Price.

## Filmudgave
En filmudgave af musicalen er (pr. august 2017) ved at blive indspillet med digitalt computeranimerede katte. Filmen instrueres af Tom Hooper.